# Jennifer Pritchard
Helen Jennifer "Jenny" Pritchard (* 1938, verheiratete Jennifer Horton) ist eine ehemalige englische Badmintonspielerin. 

## Karriere
Jennifer Pritchard gewann 1964 die All England und die German Open. Ein Jahr später war sie bei den US Open und den Südafrikanischen Meisterschaften erfolgreich. 1966 bis 1968 erkämpfte sie sich vier Titel bei den Scottish Open.

## Erfolge
| Saison | Veranstaltung                             | Disziplin   | Platz | Name                                  |
| ------ | ----------------------------------------- | ----------- | ----- | ------------------------------------- |
| 1956   | England: Einzelmeisterschaft der Junioren | Damendoppel | 1     | Heather Ward / Jennifer Pritchard     |
| 1963   | Irish Open                                | Damendoppel | 1     | E. Parr / Jennifer Pritchard          |
| 1964   | England: Einzelmeisterschaften            | Damendoppel | 1     | Ursula Smith / Jenny Pritchard        |
| 1964   | England: Einzelmeisterschaften            | Mixed       | 1     | Colin Beacom / Jennifer Pritchard     |
| 1964   | German Open                               | Damendoppel | 1     | Angela Bairstow / Jennifer Pritchard  |
| 1964   | All England                               | Mixed       | 1     | Tony Jordan / Jennifer Pritchard      |
| 1964   | Dutch Open                                | Mixed       | 1     | John Havers / Jennifer Pritchard      |
| 1965   | All England                               | Damendoppel | 2     | Jennifer Pritchard / Ursula Smith     |
| 1965   | Irish Open                                | Damendoppel | 1     | Ursula H. Smith / Jennifer Pritchard  |
| 1965   | US Open                                   | Damendoppel | 1     | Margaret Barrand / Jennifer Pritchard |
| 1965   | All England                               | Mixed       | 2     | Tony Jordan / Jennifer Pritchard      |
| 1965   | England: Einzelmeisterschaften            | Damendoppel | 1     | Ursula H. Smith / Jenny Pritchard     |
| 1965   | Südafrikanische Meisterschaft             | Damendoppel | 1     | Ursula Smith / Jennifer Pritchard     |
| 1966   | Commonwealth Games                        | Damendoppel | 1     | Ursula Smith / Jennifer Horton        |
| 1966   | Commonwealth Games                        | Mixed       | 2     | Tony Jordan / Jennifer Horton         |
| 1966   | Dutch Open                                | Mixed       | 1     | David Horton / Jennifer Horton        |
| 1966   | Scottish Open                             | Mixed       | 1     | Tony Jordan / Jennifer Horton         |
| 1966   | Dutch Open                                | Damendoppel | 1     | Heather Nielsen / Jennifer Horton     |
| 1967   | Scottish Open                             | Mixed       | 1     | David Horton / Jennifer Horton        |
| 1967   | England: Einzelmeisterschaften            | Mixed       | 1     | David Horton / Jennifer Horton        |
| 1967   | Scottish Open                             | Damendoppel | 1     | Jennifer Horton / Gillian Perrin      |
| 1968   | Scottish Open                             | Damendoppel | 1     | Jennifer Horton / Ursula H. Smith     |